# Ключевое (Тверская область)
Ключево́е — деревня в Андреапольском районе Тверской области. Входит в состав Андреапольского сельского поселения.

## География
Деревня расположена в 25 километрах к юго-востоку от города Андреаполь. Ближайшим населённым пунктом является деревня Большое Вдовино.

## История
На топографической карте Фёдора Шуберта, изданной в 1871 году, обозначено село Ключевое.
На карте РККА 1923—1941 годов обозначена деревня Ключевое. Имела 28 дворов. На тот момент она являлась центром Ключевского сельского совета.

## Население
| 2002 | 2010 |
| ---- | ---- |
| 7    | ↘1   |

Национальный состав
Согласно результатам переписи 2002 года, в национальной структуре населения русские составляли 100 % от жителей.